# Retroviridae
I Retroviridae sono una famiglia di retrovirus provvisti di peplos, con capside isometrico e con genoma costituito da due molecole di RNA monocatenario a polarità positiva. Sono gli unici virus con genoma diploide.

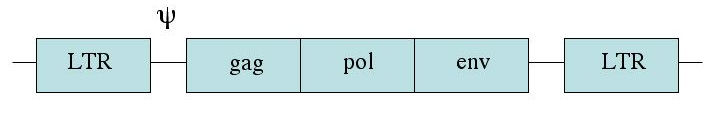
Genoma dei retroviridae.

Il genoma dei retroviridae è caratterizzato dalla presenza di tre sequenze del tutto peculiari, che assicurano lo svolgimento delle operazioni essenziali per la sopravvivenza del virus stesso. Queste sequenze sono:
- gag, che codifica le proteine strutturali del nucleo-capside virale
- pol, che codifica per la trascrittasi inversa necessaria alla replicazione del virus
- env, che codifica le proteine del pericapside virale.

Oltre ad esse, i diversi generi di retroviridae codificano anche per alcune proteine con funzione regolatoria o accessoria, particolarmente importanti nel virus HIV.

## Storia
Il primo retrovirus individuato fu il virus della leucemia aviaria. Il più noto è il virus dell'immunodeficenza umana (HIV), indicato come agente eziologico dell'AIDS.
Più in generale, i retrovirus umani noti che infettano l'uomo sono i virus HTLV, appartenenti al genere Deltaretrovirus che sono causa della Leucemia delle cellule T, ed i Lentivirus di cui fanno parte anche i due virus HIV-1, HIV-2. Precedentemente HIV-1 e HIV-2 furono chiamati da Robert Gallo con il nome di HTLV-III e HTLV-IV rispettivamente a causa della loro somiglianza con i Deltaretrovirus da lui identificati. Successivamente vennero inseriti in un loro genere i Lentivirus, con i loro attuali nomi: HIV-1 e HIV-2.

## Replicazione
La replicazione dei retroviridae avviene nel nucleo della cellula infettata. 
Essendo dotato di pericapside, il virione è in grado di fondersi con la membrana cellulare della cellula e di introdurvi quindi il nucleo-capside. Questo contiene al suo interno alcune molecole dell'enzima trascrittasi inversa, che è in grado di retrotrascrivere il genoma del virus da ssRNA+ a dsDNA. Il DNA neosintetizzato viene quindi integrato nel genoma della cellula ospitante (provirus), dove può rimanere silente per periodi di tempo molto variabili (molto lunghi nei Lentivirus, più rapidi in altri).
È da sottolineare la necessità d'azione da parte della trascrittasi inversa per l'espressione del genoma virale, poiché l'RNA presente nel virione al momento della penetrazione, seppur a polarità positiva, non possiede una sequenza tale da permettere l'inizio della traduzione. Il DNA neosintetizzato invece è trascritto funzionalmente in mRNA e duplicato tramite l'apparato replicativo cellulare.
Una volta prodotti gli mRNA virali nel nucleo, approfittando dell'apparato trascrizionale della cellula, questi sono tradotti nel citoplasma dai ribosomi cellulari in proteine funzionali. Quindi il virus provvede all'assemblaggio del capside e del pericapside. In ultimo, le nuove unità di genoma virale vengono assemblate con il capside neoformato, che gemma attraverso la membrana plasmatica cellulare e, ricoperto così del pericapside, provvede a infettare nuove cellule.